# Valle härad
Valle härad var ett härad i norra Västergötland vars område numera utgör en del av Skövde kommun och Skara kommun. Häradets areal var 231,89 kvadratkilometer varav 209,34 land.  Tingsplats var från 1640 Skärv till 1905 då den flyttades till Skara. Mellan 1798 och 1813 var den i Varnhems klosters gästgiveri.

## Geografi
Valle omfattar västra delen av Billingen, det sjörika sand- och moränområdet vid dess fot med bland annat Axevalla hed och norra delen av Hornborgasjön samt skogs- och jordbruksområdet närmast väster därom. Området med sjöar, kullar och åsar är kanske Sveriges bäst utvecklade och mest kända så kallade kamelandskap. Där finns ett flertal naturreservat varav Höjentorp-Drottningkullen är det största.

## Socknar
I Skara kommun
- Istrums socken
- Öglunda socken
- Eggby socken
- Varnhems socken före 1937 med namnet Skarke socken
- Norra Lundby socken
- Skärvs socken
- Norra Vings socken
- Stenums socken

I Skövde kommun
- Häggums socken

I Falköpings kommun
- Bolums socken

## Län, fögderier, domsagor, tingslag, tingsrätter och stift
Häradet hörde mellan 1634 och 1998 till Skaraborgs län, därefter till Västra Götalands län.  Församlingarna i häradet tillhörde Skara stift.
Häradets socknar hörde till följande fögderier:
- 1686-1866 Höjentorps fögderi
- 1867-1990 Skara fögderi enbart till 1946 för Häggums socken och till 1951 för Bolums socken
- 1946-1990 Skövde fögderi för Häggums socken
- 1952-1990 Falköpings fögderi för Bolums socken

Häradets socknar tillhörde följande domsagor, tingslag och tingsrätter:
- 1680-1904 Valle tingslag i
  - 1680-1863 Gudhems, Kåkinds, Valle och Vilske häraders domsaga
  - 1864-1943 Skånings, Valle och Vilske domsaga
- 1905-1943 Skånings och Valle tingslag i Valle, Vilske och Skånings häraders domsaga
- 1944-1947 Skara, Skånings och Valle tingslag i Skarabygdens domsaga
- 1948-1970 Skarabygdens domsagas tingslag i Skarabygdens domsaga (endast till 1951 för Häggums och Bolums socken socken)
- 1952-1970 Skövde tingslag i Skövde domsaga för Häggums socken
- 1952-1970 Gudhems och Kåkinds tingslag i Skövde domsaga för Bolums socken

- 1971-2009 Lidköpings tingsrätt och dess domsaga för socknarna i Skara kommun
- 1971-2001 Falköpings tingsrätt och dess domsaga för Bolums socken
- 1971-2009 Skövde tingsrätt och dess domsaga för Häggums socken och från 2001 för Bolums socken
- 2009- Skaraborgs tingsrätt och dess domsaga